# Михалёвский сельский округ (Воскресенский район)
Михалевский сельский округ — упразднённая административно-территориальная единица, существовавшая на территории Воскресенского района Московской области в 1994—2006 годах.
Михалевский сельсовет был образован в первые годы советской власти. По данным 1919 года он входил в состав Михалевской волости Бронницкого уезда Московской губернии.
В 1926 году Михалевский с/с включал 1 населённый пункт — село Алёшино.
В 1929 году Михалевский с/с был отнесён к Ашитковскому району Коломенского округа Московской области.
31 августа 1930 года Ашитковский район был переименован в Виноградовский.
17 июля 1939 года к Михалевскому с/с был присоединён Юрасовский с/с (селение Юрасово).
14 июля 1954 года к Михалевскому с/с были присоединены Ворщиковский и Цибинский с/с.
7 декабря 1957 года Виноградовский район был упразднён и Михалевский с/с вошёл в состав Воскресенского района.
12 декабря 1959 года в Михалевский с/с из Виноградовского с/с были переданы Центральная усадьба и жилой посёлок совхоза «Фаустово».
1 февраля 1963 года Воскресенский район был упразднён и Михалевский с/с вошёл в Люберецкий сельский район. 11 января 1965 года Михалевский с/с был возвращён в восстановленный Воскресенский район.
21 июня 1968 года в Михалевском с/с был образован новый населённый пункт — посёлок Белоозёрский. 27 декабря того же года Белоозёрский получил статус рабочего посёлка и был выведен из состава Михалевского с/с.
3 февраля 1994 года Михалевский с/с был преобразован в Михалевский сельский округ
26 февраля 1997 года в Михалевском с/с посёлок центральной усадьбы совхоза «Фаустово» был переименован в Красный Холм.
5 мая 2004 года посёлок Красный Холм был включён в черту р.п. Белоозёрский.
В ходе муниципальной реформы 2004—2005 годов Михалевский сельский округ прекратил своё существование как муниципальная единица. При этом все его населённые пункты были переданы в городское поселение Белоозёрский.
29 ноября 2006 года Михалевский сельский округ исключён из учётных данных административно-территориальных и территориальных единиц Московской области.